# Dürnau (Göppingeni járás)
Dürnau település Németországban, azon belül Baden-Württembergben. Lakosainak száma 2211 fő (2023. december 31.).

## Népesség
A település népessége az elmúlt években az alábbi módon változott:
| Lakosok száma | 1428 | 2079 | 2153 | 2169 | 2210 | 2197 | 2211 |
|               | 1975 | 2014 | 2017 | 2019 | 2021 | 2022 | 2023 |